# اندیس ماله مون
ماله مون یک اندیس غیرفلزی است که در حوالی شهر ماسوله استان گیلان قرار دارد و مادهٔ معدنی موجود در آن، میکا است.  